# بومرنگ

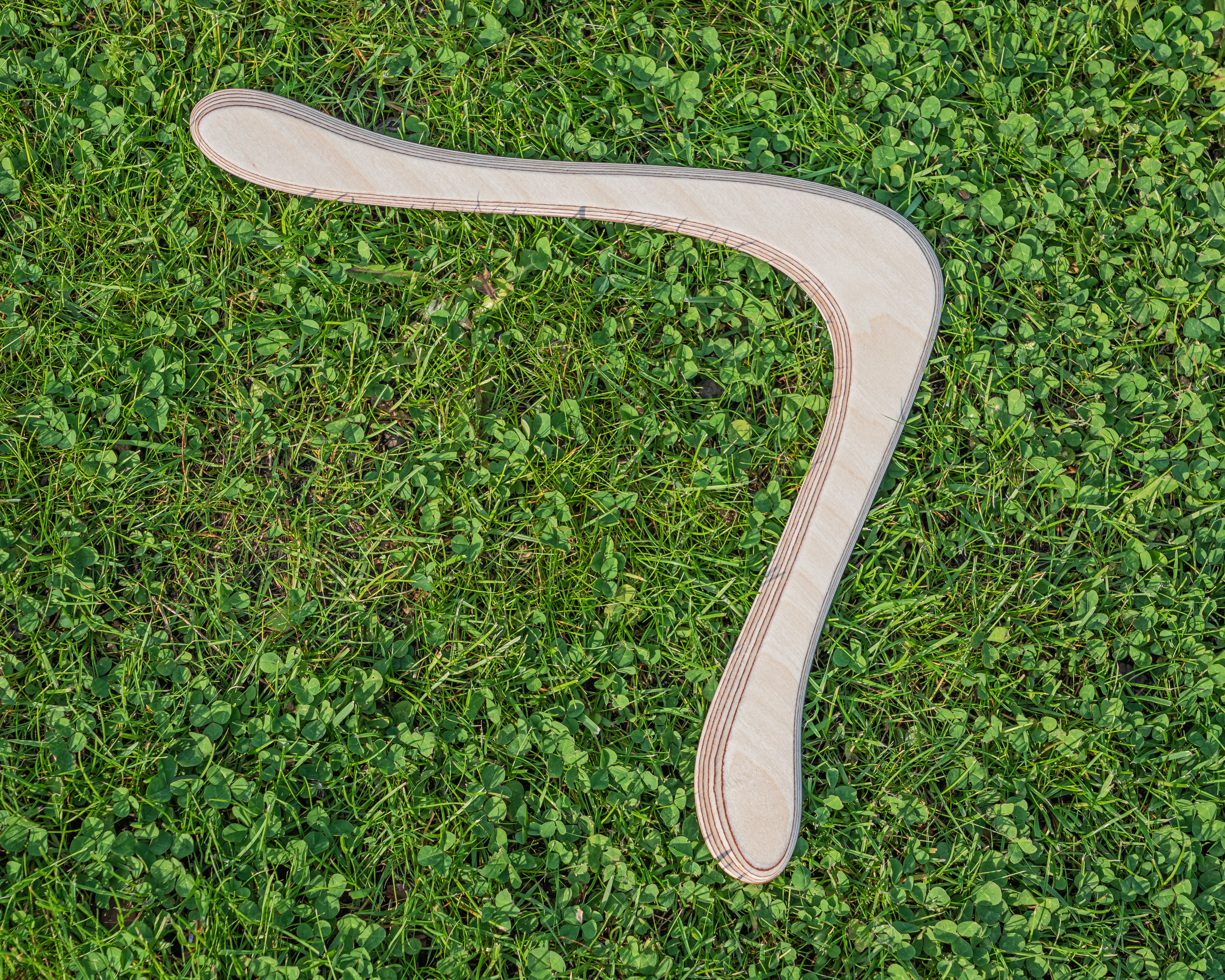
بومرنگ مدرن.

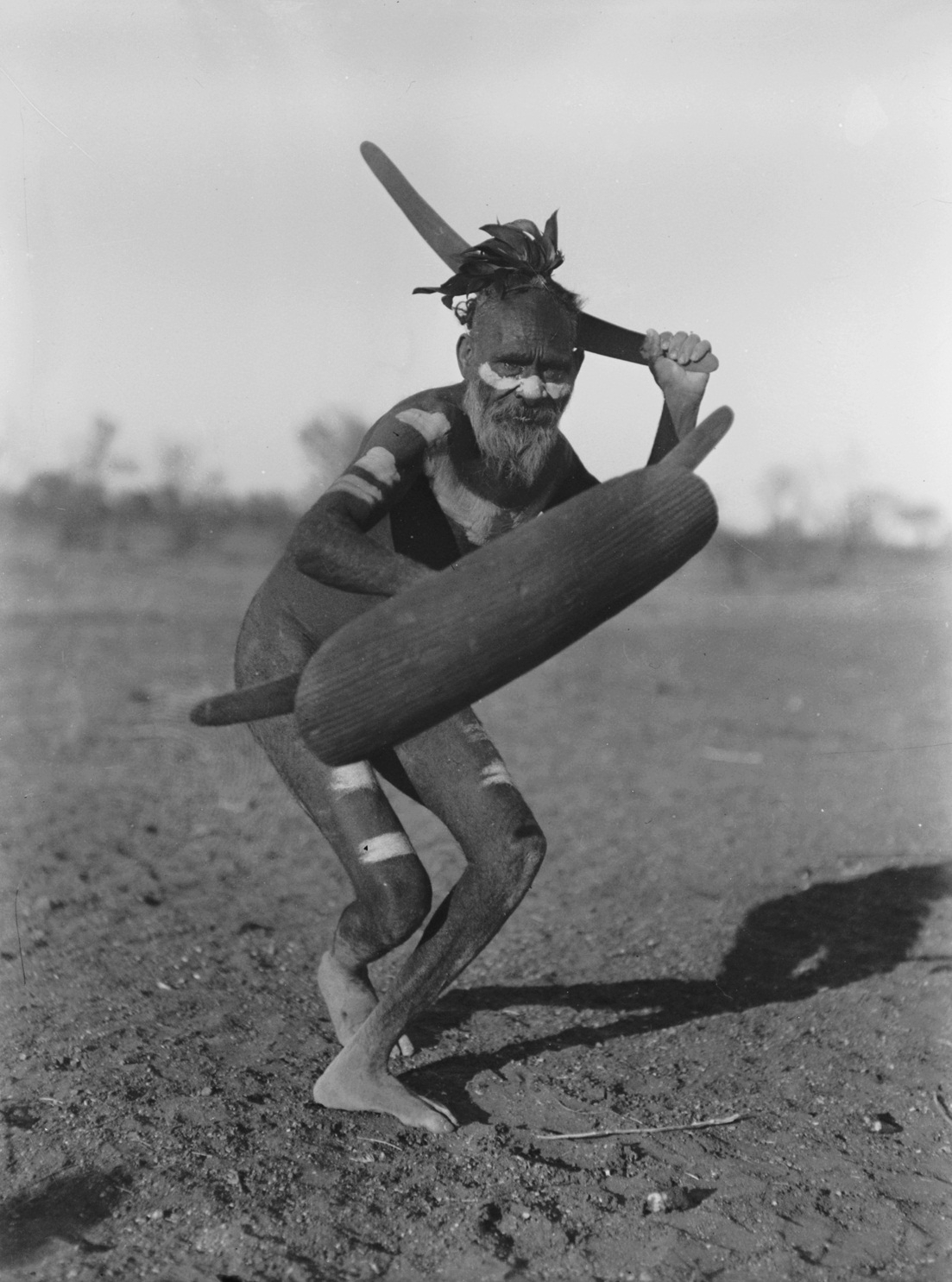
یک شکارچی بومی در حال استفاده از بومرنگ. ۱۹۲۰

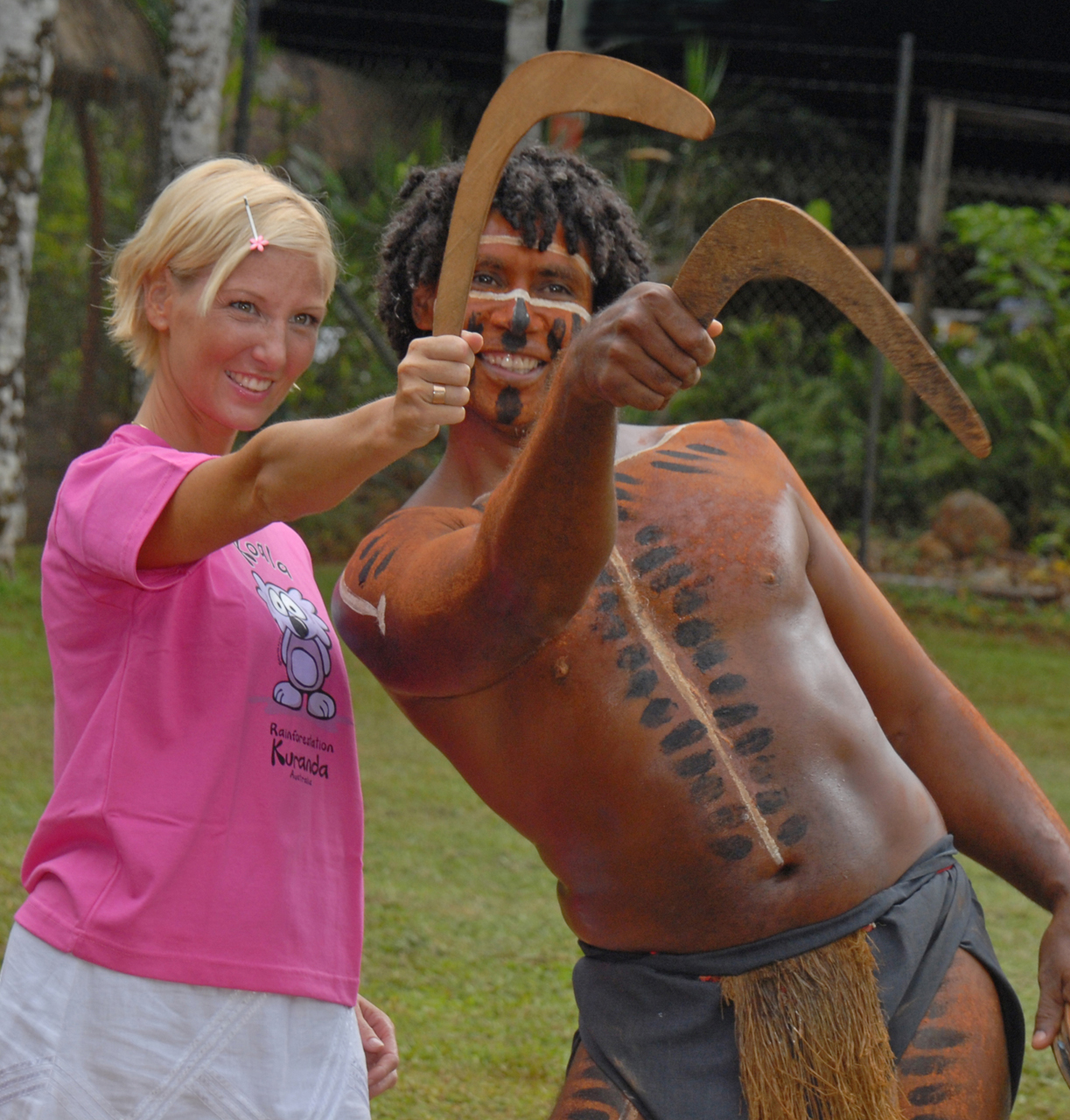
یک مرد بومی به گردشگران چگونگی پرتاب بومرنگ را یاد می‌دهد

بومرنگ (به انگلیسی و فرانسوی: boomerang) یک سلاح و ابزار شکار و وسیله چوبی پرتابی است که عمدتاً بومیان استرالیا از آن استفاده می‌کردند. بومرنگ ۵۰٬۰۰۰ سال پیش اختراع شد. آن‌ها نخستین اشیاء پروازی هستند که توسط انسان ساخته شده‌اند. بومرنگ همچنین به عنوان ابزار موسیقی سنتی استفاده می‌شود.
ساختار بومرنگ تا حدودی شبیه به بال‌های هواپیما است؛ به صورتی که یک طرف آن قوس‌دار و یک طرف آن مسطح ساخته می‌شود. این وسیله برای بازگشت از فرایند گریز از مرکز و قوانین فشار هوا استفاده می‌کند، بومرنگ در طول تاریخ برای شکار و همچنین به عنوان یک ورزش و سرگرمی مورد استفاده قرار گرفته، بومرنگ‌ها معمولاً به عنوان یکی از نمادهای کشور استرالیا هم شناخته می‌شوند.

## انواع بومرنگ
بومرنگ دو نوع‌اند؛ نوع اول، بسیار سنگین است و مستقیماً به هدف برخورد می‌کند. نوع دیگر سبک‌تر است و شکل آن به گونه‌ای است که اگر با مهارت پرتاب شود، دوباره به سمت دست‌های پرتاب‌کننده بازمی‌گردد.جنس بومرنگ از چوب یا پلاستیک است.

## نحوهٔ پرتاب بومرنگ
دو اصل ساده در بازی بومرنگ وجود دارد: اول اینکه بومرنگ را در باد شدید پرت نکنید، چون معلوم نیست به کدام سمت می‌رود؛ دوم اینکه بومرنگ را درست پرت کنید تا وقتی به سمت شما برمی‌گردد، غافلگیرتان نکند.

## پیرامون ریشهٔ واژه
واژهٔ «بومرنگ»، ریشه در یک زبان منسوخ بومی در ولز جنوبی نو استرالیا دارد. گویا شکل دیگر آن «وُ-مور-رنگ» بوده‌است که به سال ۱۷۹۸ میلادی مربوط است. شکل اسمیِ آن از سال ۱۸۲۷ است.

## نگارخانه

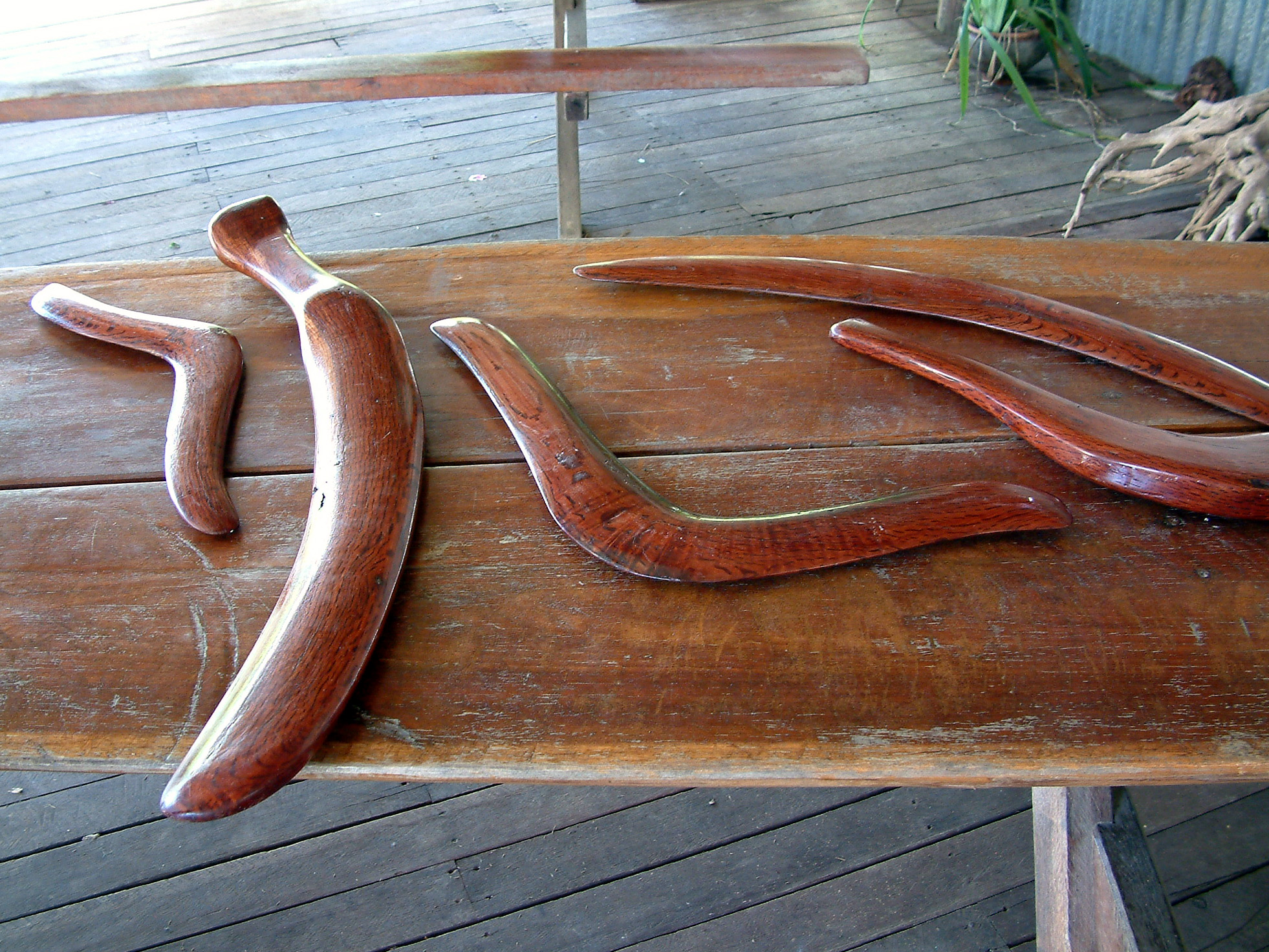
چند نمونه از بومرنگ‌های استرالیایی
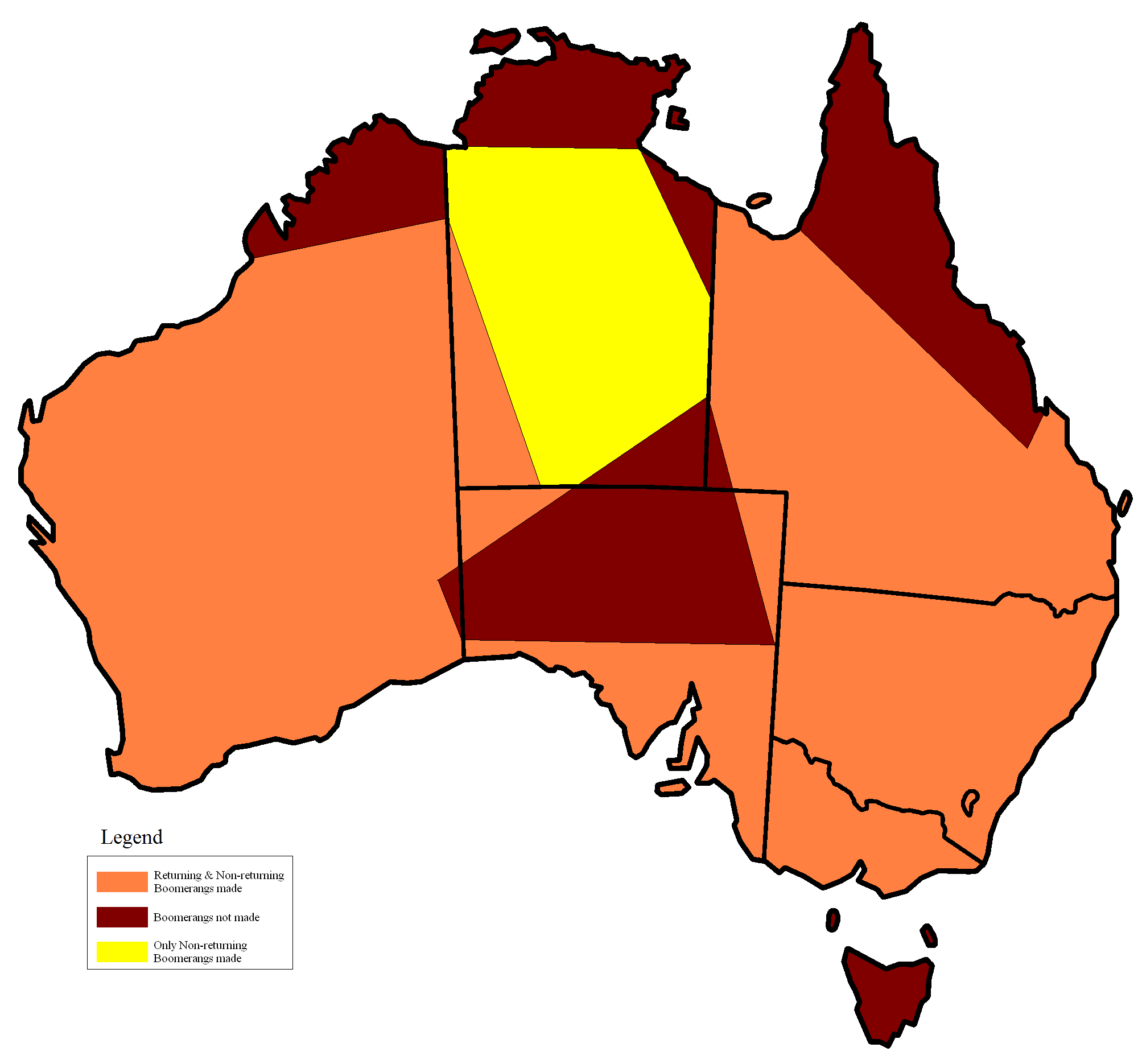
نقشهٔ توزیع و پراکنش استفادهٔ بومرنگ در استرالیا
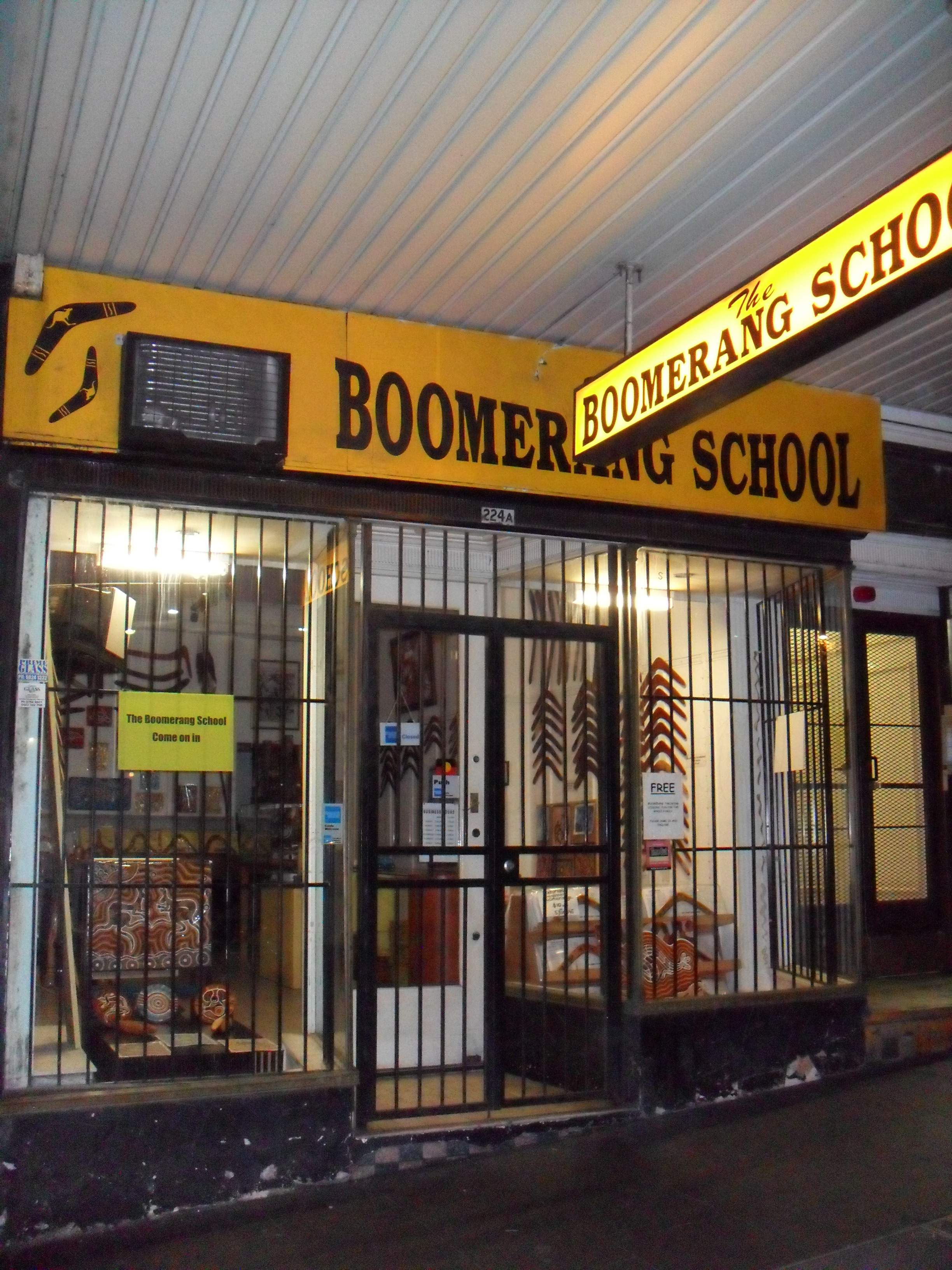
فروشگاه مدرسهٔ بومرنگ، خیابان ویلیام، تقاطع پادشاه، سیدنی
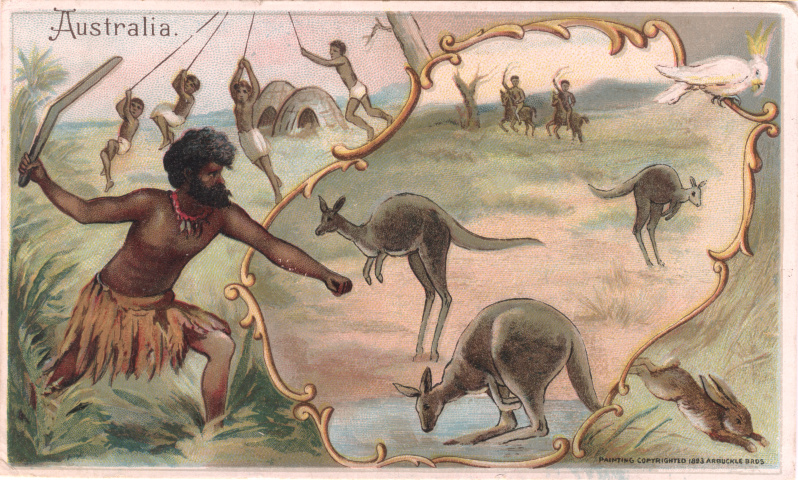
شکار کانگورو
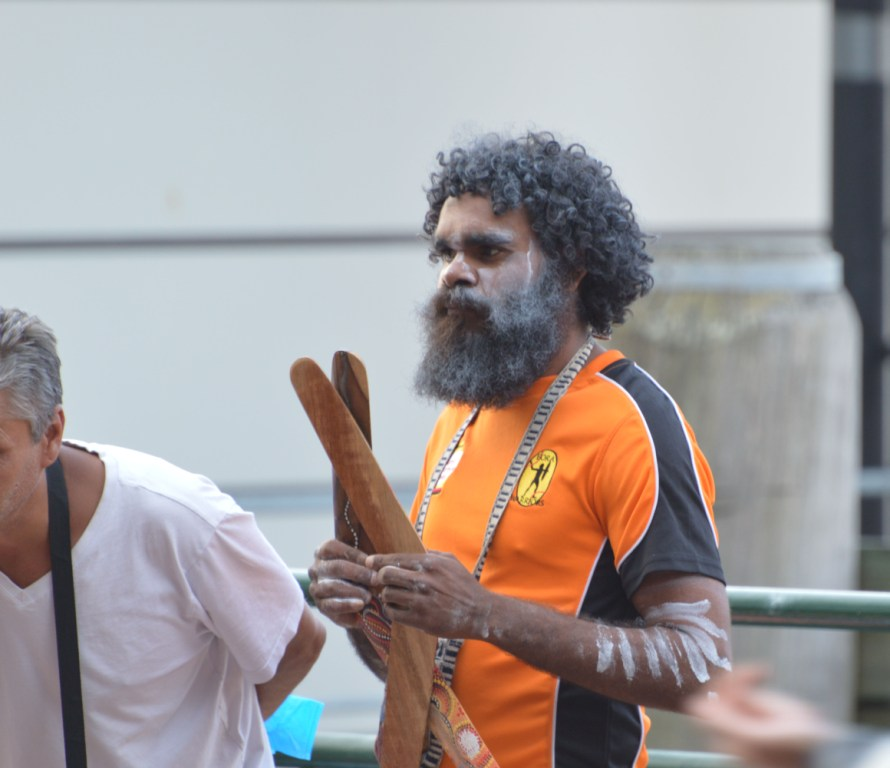
آلات موسیقی